# Zinkgruvan
Zinkgruvan är en tätort i Askersunds kommun, Örebro län belägen i östra delen av Hammars distrikt (Hammars socken). Tätorten är till större delen belägen i landskapet Närke, med undantag för en mindre del som ligger i  Östergötland. Ortens historia är nära knuten till gruvans, både byn och gruvan uppstod på 1800-talet. Zinkgruvan är beläget ovanför en ovanligt zinkrik malmåder, två mil från Askersund. 
Utöver gruvdriften som gett zinkgruveborna och deras grannar arbete i över ett sekel har Zinkgruvan en modern skidanläggning. Den inbegriper ett par snökanoner och längdskidspåret är brukbart under hela vintern. 
Här finns även sportklubben Zinkgruvans IF.

## Befolkningsutveckling
| Befolkningsutvecklingen i Zinkgruvan 1950–2020 | Befolkningsutvecklingen i Zinkgruvan 1950–2020 | Befolkningsutvecklingen i Zinkgruvan 1950–2020 | Befolkningsutvecklingen i Zinkgruvan 1950–2020 | Befolkningsutvecklingen i Zinkgruvan 1950–2020 |
| ---------------------------------------------- | ---------------------------------------------- | ---------------------------------------------- | ---------------------------------------------- | ---------------------------------------------- |
|                                                |                                                |                                                |                                                |                                                |
| År                                             |                                                |                                                | Folkmängd                                      | Areal (ha)                                     |
| 1950                                           | 1950                                           |                                                | 668                                            |                                                |
| 1960                                           | 1960                                           |                                                | 726                                            |                                                |
| 1965                                           | 1965                                           |                                                | 845                                            |                                                |
| 1970                                           | 1970                                           |                                                | 734                                            |                                                |
| 1975                                           | 1975                                           |                                                | 589                                            |                                                |
| 1980                                           | 1980                                           |                                                | 608                                            |                                                |
| 1990                                           | 1990                                           |                                                | 492                                            | 248                                            |
| 1995                                           | 1995                                           |                                                | 465                                            | 227                                            |
| 2000                                           | 2000                                           |                                                | 426                                            | 227                                            |
| 2005                                           | 2005                                           |                                                | 383                                            | 227                                            |
| 2010                                           | 2010                                           |                                                | 391                                            | 225                                            |
| 2015                                           | 2015                                           |                                                | 316                                            | 181                                            |
| 2020                                           | 2020                                           |                                                | 353                                            | 170                                            |
|                                                |                                                |                                                |                                                |                                                |